# دوري آيسلندا الممتاز 1919
دوري آيسلندا الممتاز 1919 (بالآيسلندية: Efsta deild karla í knattspyrnu 1919)‏ هو الموسم 8 من  دوري آيسلندا الممتاز. كان عدد الأندية المشاركة فيه  4، وفاز فيه ناتدبيرنوفيلاغ ريكيافيكور.